# Caroline Criado-Perez
Caroline Criado-Perez (nascida em junho de 1984, no Brasil) é uma jornalista britânica, autora, feminista, ativista, cobrindo questões de justiça de gênero. Ela recebeu a OBE da Ordem dos Cavaleiros Britânicos. Ela é mais conhecida por cofundar o site The Woman's Room. Em 2013, ela lançou uma campanha bem-sucedida contra o Banco da Inglaterra por causa de seus planos de abolir imagens de mulheres nas cédulas. Isso levou a constantes ameaças de violência contra ela nas redes sociais.

## Biografia
Devido à atividade profissional do pai argentino, Caroline Criado-Perez passou a infância na Espanha, em Portugal, em Taiwan, na Grã-Bretanha e na Holanda, e frequentou escola pública desde os 11 anos. Ela deixou a escola aos 18 anos e queria ser cantora de ópera. Para financiar sua educação, ela trabalhou em marketing digital, mas depois de alguns anos decidiu não seguir essa aspiração de carreira e estudou literatura inglesa à noite para o nível A. Ela então estudou Inglês e Literatura Inglesa no Keble College, na Universidade de Oxford, na Inglaterra, graduando-se aos 25 anos. Ela ficou em segundo lugar no London Library Student Writing Prize de 2012, recebendo o prêmio de 1.000 libras esterlinas. Desde então, ela trabalha como editora em um portal de informações e networking para a indústria farmacêutica e está cursando mestrado em Estudos de Gênero, na London School of Economics and Political Science. Em seu livro "Mulheres invisíveis: expondo o viés de dados em um mundo projetado para homens", ela lida com a lacuna de dados de gênero e critica as distorções, especialmente na coleta de dados científicos, cujas lacunas no conhecimento causam e agravam ainda mais a discriminação contínua e sistemática contra as mulheres.[carece de fontes?]

## The Woman’s Room
Em novembro de 2012, Caroline Criado-Perez co-fundou o site The Woman's Room, que visa coletar sugestões de profissionais mulheres e transmiti-las aos jornalistas para aumentar a proporção de mulheres profissionais na mídia. A razão para isso foi o fato de que, por dois dias consecutivos, a BBC havia convidado exclusivamente homens como especialistas em seu programa Radio 4 sobre os temas de prevenção da gravidez na adolescência e câncer de mama, que culminaram em perguntas absurdas como: "Se você fosse mulher, não hesitaria em entrar em um programa de triagem?"

## Campanha contra o Banco da Inglaterra
Em 2013, em outra campanha, Caroline Criado-Perez pediu ao Banco da Inglaterra que revertesse sua decisão de apresentar apenas homens no verso das notas a partir de abril de 2016 e não removesse mulheres historicamente significativas. Isso foi precedido pela mudança de Elizabeth Fry para Winston Churchill na nota de £ 5. Depois que esse apelo atraiu 35.000 apoiadores, Mark Carney (Governador do Banco da Inglaterra de julho de 2013 a março de 2020) anunciou que a nota de £ 10 contaria com a imagem de Jane Austen. Foi colocada em circulação no aniversário de 200 anos da morte de Jane.

## Ameaças de violência na mídia online
A campanha bem-sucedida contra a abolição de imagens de mulheres nas cédulas levou a inúmeras ameaças contra Caroline Criado-Perez em mídias online como o Twitter, incluindo anúncios de estupro. Um homem de 21 anos foi preso, outro homem foi preso dois dias depois. Como o Twitter não impediu isso em tempo hábil e tais postagens foram possíveis por mais de 12 horas, foi convocado um boicote ao serviço de microblogging até que uma possibilidade de denúncia desse abuso fosse configurada para todos os sistemas operacionais e plataformas. Uma petição online correspondente obteve 15.000 apoiadores em um dia. O chefe britânico do Twitter, Tony Wang, anunciou que estava pensando em introduzir um botão para denunciar tal abuso. Ameaças de morte e violência também foram feitas posteriormente e ataques a bomba anunciados, inclusive contra a deputada Stella Creasy e os jornalistas India Knight e Laurie Penny.
Em janeiro de 2014, um homem e uma mulher que twittaram ameaças contra Caroline Criado-Perez foram condenados a várias semanas de prisão, bem como a uma multa de 800 libras esterlinas cada um.

## Prêmios
- 2012: London Library Student Writing Prize (“vice-campeão”).[2]
- 2015: Ordem Britânica de Cavalaria, Oficial da Ordem do Império Britânico, por seus serviços na promoção da igualdade e diversidade na mídia.[25]
- 2019: Royal Society Science Book Prize por seu livro Invisible Women: Exposing Data Bias in a World Designed for Men.[26][27]
- 2019: Prêmio Financial Times Business Book of the Year 2019
- 2020: Prêmio de livro de não ficção NDR Kultur para mulheres invisíveis. Como um mundo governado por dados ignora metade da população
- 2020: Prêmio finlandês HÄN para a promoção da igualdade.[28]
- 2021: Doutorado Honorário da Universidade de Lincoln.[28]

## Escritos
- 2015: Faça como uma mulher. Portobello Books, Londres, ISBN 978-1-84627-579-1 (Inglês).
- 2019: Mulheres Invisíveis: Expondo o viés de dados em um mundo projetado para homens. Londres, ISBN 978-1-78470-628-9
  - Tradução alemã: Mulheres invisíveis: como um mundo governado por dados ignora metade da população. btb, Munique 2020, do inglês por Stephanie Singh, ISBN 978-3-442-71887-0.